# Vízszintes hajítás

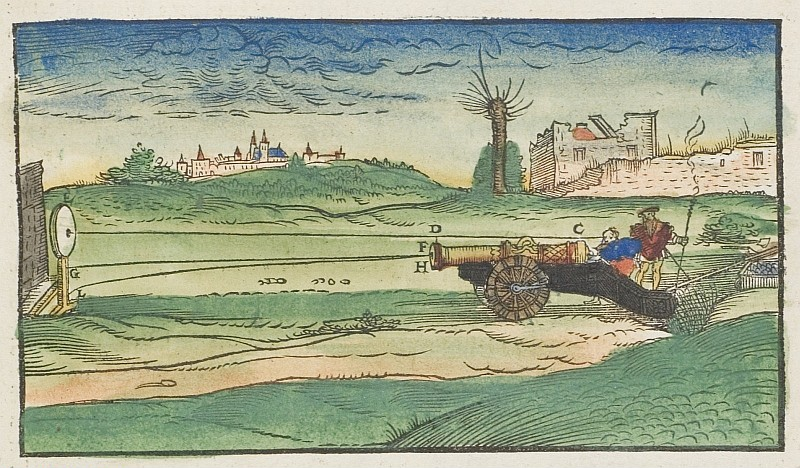
Vízszintes hajítás ábrázolása 1547-ből

Hajításnak nevezzük az olyan mozgást, amelynél a Föld (vagy valamely más égitest) felszínének közelében leeső pontszerű testnek van kezdősebessége.
Vízszintes hajítás akkor jön létre, ha a test kezdősebessége vízszintes. A vízszintes hajítás két mozgás összegének tekinthető: a test vízszintesen egyenes vonalú egyenletes mozgást végez, a mozgás függőleges összetevője pedig szabadesés.

## A vízszintes hajítás kinematikai jellemzői

A kezdősebesség vízszintes hajításnál

A mozgás leírásához vegyünk fel egy koordináta-rendszert úgy, hogy az origó a test kiindulási (t = 0-hoz tartozó) helyzeténél legyen, az Y tengely függőlegesen lefelé mutasson, az X tengely iránya pedig egyezzen meg a v0 kezdősebesség irányával! A mozgás kezdősebessége és a g nehézségi gyorsulás is az XY síkban helyezkedik el, így a test végig ebben a síkban mozog, azaz a Z koordináta folyamatosan nulla marad. (Emiatt a Z koordinátával a továbbiakban nem foglalkozunk.)

### Gyorsulás
Mivel a test vízszintesen nem gyorsul, a g nehézségi gyorsulás pedig függőlegesen lefelé mutat, ezért a gyorsulás X, illetve Y koordinátája:
{\displaystyle a_{x}=0}
{\displaystyle a_{y}=g}

### Sebesség
A test vízszintesen állandó v0 sebességgel mozog, függőlegesen pedig g gyorsulással szabadon esik. Ezek alapján a sebesség X, illetve Y koordinátája:
{\displaystyle v_{x}=v_{0}\qquad \qquad \qquad \qquad \qquad \ \ \,\,(1)}
{\displaystyle v_{y}=g\cdot t\qquad \qquad \qquad \qquad \qquad \ (2)}
A két összetevőből a Pitagorasz-tétel alapján meghatározható a test sebességének nagysága:
{\displaystyle v={\sqrt {v_{x}^{2}+v_{y}^{2}\ }}}

### Elmozdulás

Az elmozdulás és összetevői

Az egyenes vonalú egyenletes mozgásra, illetve a szabadesésre vonatkozó összefüggésekből meghatározható az elmozdulás X, illetve Y koordinátája:
{\displaystyle x=v_{0}\cdot t\qquad \qquad \qquad \qquad \qquad \ (3)}
{\displaystyle y={g \over 2}\cdot {t^{2}}\qquad \qquad \qquad \qquad \qquad \,(4)}
A Pitagorasz-tétel alapján a két összetevőből meghatározható a test elmozdulásának nagysága:
{\displaystyle \Delta r={\sqrt {x^{2}+y^{2}\ }}}

## A mozgás pályája vízszintes hajításnál
A pálya alakjának meghatározásához a (3) egyenletből fejezzük ki a t időt, és helyettesítsük a (4) egyenletbe! Ebből a pálya egyenlete:
{\displaystyle y={g \over {2\cdot {v_{0}^{2}}}}\cdot x^{2}\qquad \qquad \qquad \qquad \;(5)}
A kapott összefüggés egy y = a·x2 alakú másodfokú függvény, ezért a vízszintes hajítás pályája egy olyan parabola, amelynek szimmetriatengelye függőleges, és amelynek a tengelypontja az origóban van.

## A hajítás távolsága

A hajítás távolsága vízszintes hajításnál

A test mindaddig süllyed, amíg el nem éri a talajt (vagy bele nem ütközik valamibe). Emiatt a test folyamatosan a kiindulási szint alatt halad.
Ha a test a vízszintes talaj feletti pontból indul, akkor a hajítás távolsága az a d távolság, amelyet a test vízszintesen megtesz a talajra érkezésig. Ha az indulási hely h magasságban van a talaj felett, akkor a talajra érkezéskor y = h, így az (5) alapján:
{\displaystyle h={g \over {2\cdot {v_{0}^{2}}}}\cdot d^{2}}
Ennek a másodfokú egyenletnek egyetlen pozitív megoldása  van:
{\displaystyle d={\sqrt {\frac {2\cdot h}{g}}}\cdot v_{0}}

## A közegellenállás és egyéb tényezők szerepe

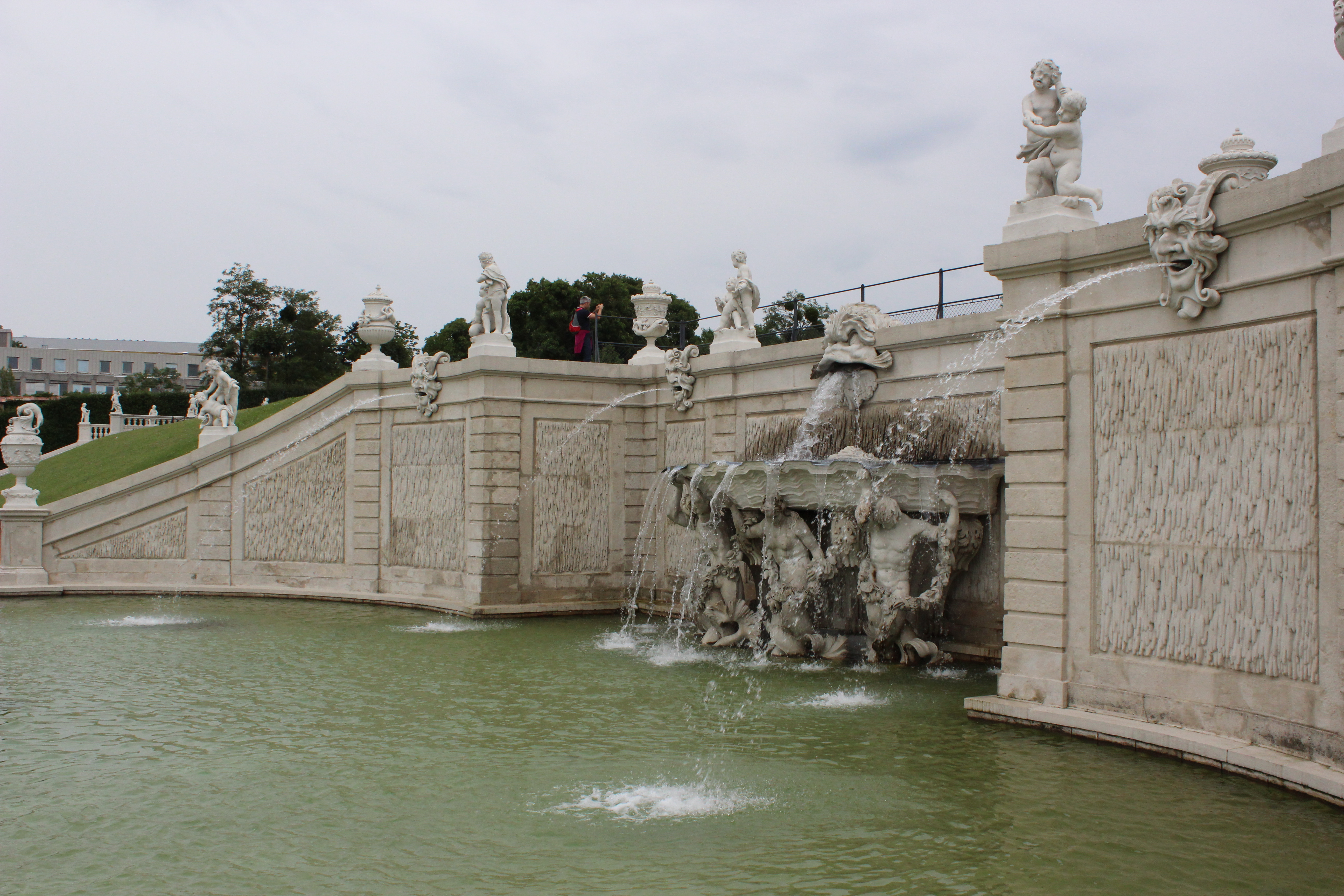
Egyes szökőkutaknál a vízcseppek mozgása vízszintes hajítás

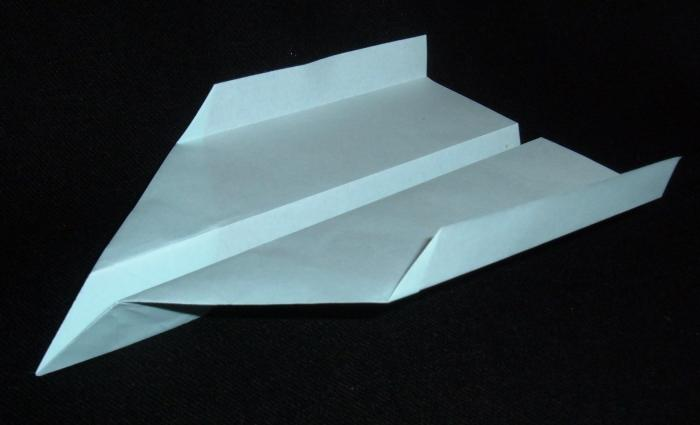
Papírrepülő. A vízszintesen eldobott repülő mozgását a levegő is jelentősen befolyásolja.

Mivel a gyakorlatban az elhajított (kilőtt) test nem pontszerű, így további tényezők is befolyásolják a mozgást. Ezek közül a legjelentősebb a közegellenállás (légellenállás). A közegellenállási erő nagysága függ a test sebességre merőleges keresztmetszetének területétől, a test sebességének nagyságától, a közeg sűrűségétől és a test alakjától is.
A nyugvó levegő a mozgás során folyamatosan fékezi a testet, ezért annak sebessége mindig kisebb, mint az (1) és (2) alapján számított értékek. Ennek következtében az elmozdulás is eltér a (3) és (4) alapján számított értéktől, emiatt a mozgás pályája nem parabola, hanem ballisztikus görbe. Ez az (5) képlet által meghatározott pálya alatt halad.
A szél hatása ugyancsak közegellenállásnak tekinthető, amely a széliránytól függően fékezheti, gyorsíthatja vagy oldalra is eltérítheti a testet.
A test alakja a közegellenállás miatt befolyásolja az elhajított test mozgását. Például a papírrepülőnél és a frizbinél, de a lövedékek röppályájának kiszámítása során is figyelembe kell venni a test alakját.
A forgó testek gázokban vagy folyadékban történő mozgását a Magnus-effektus is befolyásolja. Ha például egy labdát úgy rúgnak, dobnak vagy ütnek el, hogy a labda forog, akkor az így „megcsavart” labda pályája többnyire nem síkmozgás, és jelentősen eltérhet az (5) egyenlet által meghatározott parabolapályától. Ugyancsak erre vezethető vissza, hogy a huzagolt csövű lőfegyverekből kilőtt lövedékek forgó mozgásuk miatt oldalirányba eltérnek („oldalgás”). Mindezt a pontos célzáskor-irányzáskor figyelembe kell venni.
Nagy magasságokban történő vízszintes hajításnál számolni kell azzal is, hogy a nehézségi gyorsulás a Föld középpontjától távolodva egyre kisebb lesz. Mindez befolyásolja a test mozgását, illetve a pálya alakját is. Nagy távolságra történő hajításkor számolni kell a Föld görbületével is.
Más égitesteken a nehézségi gyorsulás többnyire eltér a Földön mért értéktől, így ott az elhajított testek a földitől eltérő pályán mozognak.